# ليوين نياتانغا
ليوين نياتانغا (18 أغسطس 1988 في المملكة المتحدة - ) (بالإنجليزية: Lewin Nyatanga)‏ هو لاعب كرة قدم بريطاني في مركز الدفاع. شارك مع منتخب ويلز تحت 17 سنة لكرة القدم ومنتخب ويلز تحت 21 سنة لكرة القدم ومنتخب ويلز لكرة القدم. أما مع النوادي، فقد لعب مع ديربي كاونتي ونادي بارنسلي ونادي بريستول سيتي ونادي سندرلاند ونادي بيتربورو يونايتد.

## مسيرته الكروية
لعب ليوين نياتانغا خلال مسيرته الاحترافية مع 6 أندية في ستة عشر موسمًا وسجل خلالها 17 هدفًا ضمن 348 مباراة. ولم يفز بأي موسم بالكأس أو بالدوري.
خاض ليوين نياتانغا مسيرته مع نادي ديربي كاونتي في موسم 2005–06 في المرة الأولى واستمر معه طيلة ثلاثة مواسم ثم في موسم 2008–09 لمدة موسم واحد، مشاركًا طوالها في 63 مباراة سجل خلالها 4 أهداف. ثم انتقل إلى نادي بارنسلي في موسم 2006–07 في المرة الأولى ولمدة موسمين ثم في موسم 2013–14 واستمر معه طيلة ثلاثة مواسم، حيث شارك طوالها في 129 مباراة سجل خلالها 9 أهداف. لينتقل بعدها إلى نادي بريستول سيتي في موسم 2009–10 ليلعب معه أربعة مواسم، مشاركًا في 105 مباراة سجل خلالها 4 أهداف. ثم انتقل إلى نادي نورثامبتون تاون في موسم 2016–17 لمدة موسم واحد، مشاركًا في 37 مباراة ولم يسجل أي هدف.

## وصلات خارجية
- ليوين نياتانغا على موقع الاتحاد الدولي (مؤرشف)  (الإنجليزية)
- ليوين نياتانغا على موقع الاتحاد الأوربي (الإنجليزية)
- ليوين نياتانغا على موقع قاعدة بيانات كرة القدم.إي يو (الإنجليزية)
- ليوين نياتانغا على موقع ناشيونال فوتبول تيمز (الإنجليزية)
- ليوين نياتانغا على موقع Soccerbase.com (لاعب) (الإنجليزية)
- ليوين نياتانغا على موقع عالم كرة القدم.نت (الإنجليزية)